# كاستيونس دي سترادا
كاستيونس دي سترادا هي كومونا (بلدية) في منطقة فريولي فينيتسيا جوليا الإيطالية ، وتقع على بعد حوالي 60 كيلومتر (37 ميل) شمال غرب ترييستي وحوالي 20 كيلومتر (12 ميل) جنوب أوديني .

## جغرافيا
تقع كاستيونس على حدود البلديات التالية: بيتشينيكو وكارلينو وقونارس ومورتاليانو ومودزانا ديل تورينيانو وبوتشينا وبوربيتو وسان جورجو دي نوقارو وتالماسونس .

## توأمة مدن
توأمت كاستيونس دي سترادا مع:
- San Filippo del Mela, Italy

## روابط خارجية
- الموقع الرسمي